# سون تشون
سون تشون هي مدينة في كوريا الجنوبية، تتبع مقاطعة جولا الجنوبية، بلغ عدد سكانها 265,390 نسمة في 2015، تبلغ مساحتها 907.21 كيلومتر مربع.

## المناخ
يظهر الجدول التالي التغييرات المناخية على مدار السنة لسون تشون:
| البيانات المناخية لـسون تشون                | البيانات المناخية لـسون تشون | البيانات المناخية لـسون تشون | البيانات المناخية لـسون تشون | البيانات المناخية لـسون تشون | البيانات المناخية لـسون تشون | البيانات المناخية لـسون تشون | البيانات المناخية لـسون تشون | البيانات المناخية لـسون تشون | البيانات المناخية لـسون تشون | البيانات المناخية لـسون تشون | البيانات المناخية لـسون تشون | البيانات المناخية لـسون تشون | البيانات المناخية لـسون تشون |
| الشهر                                       | يناير                        | فبراير                       | مارس                         | أبريل                        | مايو                         | يونيو                        | يوليو                        | أغسطس                        | سبتمبر                       | أكتوبر                       | نوفمبر                       | ديسمبر                       | المعدل السنوي                |
| ------------------------------------------- | ---------------------------- | ---------------------------- | ---------------------------- | ---------------------------- | ---------------------------- | ---------------------------- | ---------------------------- | ---------------------------- | ---------------------------- | ---------------------------- | ---------------------------- | ---------------------------- | ---------------------------- |
| متوسط درجة الحرارة الكبرى °م (°ف)           | 5.8 (42.4)                   | 8.4 (47.1)                   | 13.5 (56.3)                  | 20.1 (68.2)                  | 24.5 (76.1)                  | 27.6 (81.7)                  | 29.8 (85.6)                  | 30.8 (87.4)                  | 27.1 (80.8)                  | 22.1 (71.8)                  | 14.9 (58.8)                  | 8.5 (47.3)                   | 19.4 (66.9)                  |
| المتوسط اليومي °م (°ف)                      | −0.4 (31.3)                  | 1.6 (34.9)                   | 6.2 (43.2)                   | 12.2 (54.0)                  | 17.1 (62.8)                  | 21.4 (70.5)                  | 24.9 (76.8)                  | 25.2 (77.4)                  | 20.5 (68.9)                  | 13.9 (57.0)                  | 7.3 (45.1)                   | 1.6 (34.9)                   | 12.6 (54.7)                  |
| متوسط درجة الحرارة الصغرى °م (°ف)           | −5.3 (22.5)                  | −3.9 (25.0)                  | 0.0 (32.0)                   | 5.0 (41.0)                   | 10.7 (51.3)                  | 16.4 (61.5)                  | 21.2 (70.2)                  | 21.4 (70.5)                  | 16.1 (61.0)                  | 8.3 (46.9)                   | 1.8 (35.2)                   | −3.5 (25.7)                  | 7.3 (45.1)                   |
| الهطول مم (إنش)                             | 32.0 (1.26)                  | 45.9 (1.81)                  | 66.3 (2.61)                  | 92.2 (3.63)                  | 115.3 (4.54)                 | 211.1 (8.31)                 | 337.3 (13.28)                | 326.9 (12.87)                | 179.9 (7.08)                 | 50.9 (2.00)                  | 48.2 (1.90)                  | 25.5 (1.00)                  | 1٬531٫3 (60.29)              |
| متوسط أيام هطول الأمطار (≥ 0.1 mm)          | 8.0                          | 7.9                          | 9.0                          | 8.7                          | 9.2                          | 10.3                         | 15.1                         | 14.0                         | 9.1                          | 5.9                          | 7.7                          | 7.8                          | 112.7                        |
| متوسط الرطوبة النسبية (%)                   | 68.4                         | 65.3                         | 63.4                         | 63.8                         | 68.2                         | 72.7                         | 78.5                         | 78.6                         | 77.3                         | 74.0                         | 72.3                         | 70.9                         | 71.1                         |
| ساعات سطوع الشمس الشهرية                    | 149.2                        | 154.5                        | 182.9                        | 200.4                        | 205.4                        | 158.8                        | 137.7                        | 156.8                        | 148.7                        | 170.9                        | 140.5                        | 139.0                        | 1٬944٫9                      |
| المصدر: Korea Meteorological Administration |                              |                              |                              |                              |                              |                              |                              |                              |                              |                              |                              |                              |                              |

## مدن توأم
المدن التوأم:
- كولومبيا، ميزوري.

## أعلام
- أن جاي سونغ
- يو بيونج اون
- كاي
- هوه يونغ مو
- جونغ تشاي يون